# Copán Ruinas
Copán Ruinas è una città dell'Honduras facente parte del dipartimento di Copán.
Il comune venne istituito nel 1893 con parte del territorio del comune di Santa Rita ed ottenne lo status di città il 21 febbraio 1949.